# Hideie Ukita
Hideie Ukita (japonsky 宇喜多秀家 Ukita Hideie; 1573 – 17. prosince 1655) byl daimjó provincií Bizen a Mimasaka (současná prefektura Okajama) a člen Rady pěti starších založené Hidejošim Tojotomim. Byl synem Naoieho Ukity, oženil se s Gohime, dcerou Tošiieho Maedy. Protože v bitvě u Sekigahary stál proti Iejasuovi Tokugawovi, byl poslán do exilu do ostrovního vězení Hačidžódžima, kde i zemřel.

## Výstup na výsluní
Otec Hideiea, Naoie - daimjó provincie Bizen, byl zpočátku proti, ale později se přidal na stranu Nobunagy Ody a Hidejošiho Tojotomiho. Naoie zemřel v roce 1581 a v roce 1582 se Hideie stal hlavou klanu Ukita. Jelikož Hideie byl ještě malý, byl to jeho strýc Tadaie, kdo zastával roli vůdce armády Ukita (pod Hidejoši Tojotomim) během obléhání hradu Takamacu v Biččú v roce 1582. Nobunaga byl zavražděn v tomto roce, ale obléhání hradu pokračovalo ještě další dva dny až do jeho pádu. Hidejoši se hnal zpět do Kjóta, ponechávaje na starosti klanu Ukita provincie Bizen, Mimasaka a nově nabyté části provincie Biččú. Ukitové měli také dávat pozor na Terumota Móriho na západě.
V roce 1586 se Hideie oženil s Hidejošiho adoptovanou dcerou Gohime (byla adoptovaná Hidejošim od Tošiieho Maedy).
Hideie se připojil k Hidejošiho válečným tažením na Šikoku (1585), Kjúšú (1586) a k obléhání hradu Odawara (1590). Po sjednocení Japonska pod vládou Hidejošiho se Hideie připojil k tažení do Koreje a vrátil se v roce 1598, aby sloužil Hidejošimu jako jeden z pěti poradců, spolu s Tošiiem Maedou, Kagekacuem Uesugim, Terumotem Mórim a Iejasu Tokugawou.

## Bitva u Sekigahary
Hidejoši zemřel v roce 1598 a jako následníka zanechal svého pětiletého syna Hidejoriho a Iejasua Tokugawu chystajícího se převzít moc. Hideie přispěl 17 000 muži do Tojotomiho armády v bitvě u Sekigahary, ale byli poraženi poté, co někteří z jejich "spojenců" proběhli na stranu Tokugawy. Jedním z těch přeběhlíků byl Hideaki Kobajakawa, který dostal jako válečnou kořist hrad Okajama a okolní území.
Hideie utekl ve zmatku, který vznikl na válečném poli, ale později byl nalezen a poslán do vyhnanství na ostrov Hačidžódžima spolu s několika svými příznivci, včetně jeho dvou synů a sestry. Jeho manželka našla útočiště u klanu Maeda a mohla odtud udržovat korespondenci a posílat dary (rýži, saké, oblečení) svému manželovi a synům.
Hideie nakonec přežil svou manželku a všechny samuraje z období Sengoku. Bylo mu nabídnuto podmíněné odpuštění po smrti Iejasua, ale odmítl a nikdy se nevrátil na pevninu. Jeho manželka zemřela, Tojotomi byl poražen a nebylo tam místo, kam by se vrátil, jeho synové zplodili děti na Hačidžó a šógunát měli zdědit členové klanu Tokugawa.
Neexistují žádné důkazy, že by Hideie zplodil další děti sám, ale hodně z potomků jeho synů se vrátilo na hlavní území Japonska po udělení plné milosti na konci éry Tokugawa.